# アジマス (バンド)
アジマス（Azimuth）は、イギリスのジャズ・トリオで、1977年から2000年まで活動した。トランペット奏者のケニー・ホイーラー、ボーカリストのノーマ・ウィンストン、ウィンストンの夫でピアニストのジョン・テイラーという3人で構成されていた。この名前で最初にリリースされたのは1977年のECMレコードからのアルバムだった。後の1985年と1995年にも2枚のアルバムが発売された。

## ディスコグラフィ

### アルバム
- 『タイムトンネル』 - Azimuth (1977年、ECM)
- The Touchstone (1978年、ECM)
- 『デパート』 - Départ (1979年、ECM) ※with ラルフ・タウナー
- Azimuth '85 (1985年、ECM)
- 『ハウ・イット・ウォズ・ゼン』 - How It Was Then... Never Again (1995年、ECM)